# 汚泥
汚泥（おでい、淤泥）は、下水処理場の処理過程や工場の廃液処理過程などで生じる、有機質の最終生成物が凝集して出来た泥状の固体のことである。スラッジ（英語: Sludge）ともいう。産業廃棄物として最終処分場に埋設処分されるだけでなく、下水汚泥については肥料やバイオマス発電の燃料として有用利用されている（後述）。
汚泥のうち活性汚泥とは、好気性菌などの微生物群によって水処理を行ったときに生じる微生物を含んだ集塊を指す。活性汚泥の一部を種として汚水に添加し、空気を吹き込んでこれらの微生物の繁殖を促し、溶存有機物などの汚染物質を、微生物を含んだ新たな活性汚泥に転換する水処理技術を活性汚泥法と呼ぶ。

## 下水汚泥の処理と利用
日本においては2018年度時点で、下水汚泥の3割強がバイオマス発電燃料や肥料として活用されている。下水汚泥由来の肥料は農作物の生育を助けるリンや窒素を多く含む。汚泥に含まれている有害物質は肥料への加工時に除去されているが、イメージ向上による肥料需要拡大が課題である。このため国土交通省は下水汚泥由来肥料やそれを使った農作物に「ビストロ下水道」「じゅんかん育ち」という愛称をつけてアピールしている。また、泥の質を活かし、埋め立て用の土、建材、焼き物の土の材料などにも使用される場合がある。
下水汚泥の単なる焼却処分を減らすことは、温室効果ガスの排出抑制につながる。